# ديانة هندو-أوروبية بدائية
ديانة الشعوب الهندو-أوروبية البدائية لم تكن موثقة بالقدر الكافي، لكن تم محاولة إعادة صياغتها بناءاً على أساس وجود أوجه التشابه بين ممارسات وآلهة وأساطير الشعوب الهندو-أوروبية اللاحقة. تستند هذه الصياغة المفترضة على الأدلة اللغوية باستخدام المنهج المقارن ، فمن الصعب أن تشير الأدلة الأثرية إلى أية ثقافة محددة في فترة الثقافة الهندو-أوروبية المبكرة خلال العصر النحاسي .